# 豊岡随資
豊岡随資（とよおか あやすけ、文化11年（1814年）2月18日 - 明治19年（1886年））は、江戸時代後期から明治時代にかけての公卿。
安政5年（1858年）、日米修好通商条約締結に反対し、廷臣八十八卿列参事件に参加した。その後は三条実美らと行動を共にし、元治元年（1864年）、禁門の変で江戸幕府が朝廷に長州藩の追討を奏請すると、これを斥ける建議をする。

## 官歴
- 文政元年（1818年）：従五位下
- 文政10年（1827年）：従五位上、遠江権介
- 天保元年（1830年）：中務少進、正五位下
- 天保4年（1833年）：従四位下
- 天保5年（1834年）：中務少輔
- 天保7年（1836年）：従四位上
- 天保10年（1839年）：正四位下
- 弘化元年（1844年）：従三位
- 弘化4年（1847年）：正三位
- 安政6年（1859年）：大蔵卿
- 万延元年（1860年）：踏歌外弁

## 系譜
- 父：豊岡治資
- 母：舟橋則賢の娘
- 弟：町尻量衡
- 子：豊岡健資